# Кулиев, Азамат Кайсынович
Азамат Кайсынович Кулиев (карач.-балк. Къулийланы Къайсынны жашы Азамат; род. 1 марта 1963, Нальчик) — советский и российский художник. Член Союза художников России. Сын балкарского поэта Кайсына Кулиева.

## Биография
Родился и вырос в городе Нальчике, столице Кабардино-Балкарии.
В 1978 году после окончания восьмилетнего образования поступил в Государственный академический художественный лицей имени Б. В. Иогансона (СХШ), на отделение живописи в Ленинграде. После окончания лицея в 1981 году вернулся в Нальчик, где работал в Фонде художников.
В 1988 году был принят на факультет живописи Санкт-Петербургского Государственного Академического Института Живописи, Скульптуры и Архитектуры имени Репина, в мастерскую А. А. Мыльникова.
Защитив диплом в 1996 году, художник жил и работал в Санкт-Петербурге.
С 1998 года Азамат живет и работает в Турции.
C 2010 года Азамат Кулиев преподавал живопись на факультете изобразительных искусств в Государственном университете в Эскишехире (Anadolu University).

## Творчество
Азамат начал рисовать и учиться живописи с детских лет. Огромное влияние на его живопись оказали художники эпохи Возрождения, творчество которых он тщательно изучал во время учебы. Балкарский фольклор и творчество отца также отражаются в его работах.
В 1997 году в Турции широко отмечался юбилей Кайсына Кулиева. Азамат был приглашен на празднование в качестве гостя с экспозицеей своих работ.
В 1998 году художнику был заказан портрет президента Турции Сулеймана Демиреля, затем последовали предложения о сотрудничестве с рядом галерей.

## Выставки
Персональные выставки
- 1997 — Мемориальный дом — музей Кайсына Кулиева[6]
- 1997 — Кабардино — Балкарский фонд культуры. Нальчик, Россия
- 1999 — Айсель Гозубуюк Санатеви. Анкара, Турция
- 2001 — Галлери Селвин. Стамбул, Турция
- 2001 — Айсель Гозубуюк Санатеви. Анкара, Турция
- 2005 — Галлери Селвин. Стамбул, Турция
- 2007 — Галлери Базар. Стамбул, Турция[7]
- 2007 — Мемориальный дом — музей Кайсына Кулиева
- 2013 — Галлери Бонарт. Стамбул, Турция
- 2014 — Галлери Ломбарди. Рим, Италия. Куратор: Джорджио Бертоцци, Фердан Юсуфи.

Групповые выставки
- 1997—2002 — Turksav Turk Dunyasi. Анкара, Турция
- 1998 — Региональная выставка «Юг России». Краснодар, Россия
- 1998 — Arts ve Crasts (Fair). Анкара, Турция
- 1999 — Arts ve Crasts (Fair). Анкара, Турция
- 1999 — Gallery Nefertiti. Анкара, Турция
- 2000 — Музей изобразительного искусства. Нальчик, Россия
- 2001 — Музей изобразительного искусства. Нальчик, Россия
- 2002 — Ankart (Fair). Анкара, Турция
- 2002 — Artistanbul (Fair). Стамбул, Турция
- 2005 — Atatürk Kultur Merkezi. Стамбул, Турция
- 2007 — Музей изобразительного искусства. Нальчик, Россия
- 2008 — Art show (Fair). Стамбул, Турция
- 2011 −1. International Art Symposium, Gazi University. Анкара, Турция
- 2012 — Infinity Has No Accent. Берлин. Германия. Проект: Халил Алтиндер. Куратор: Рене Блок/Барбара Хейтрих. Tanas Gallery
- 2013 — ON6 Young Artist Group and Teachers, Aysel Gozubuyuk Sanatevi. Анкара, Турция
- 2013 — Ironias Turcas,CA2M Centro de Arte Dos de Mayo. Мадрид, Испания. Проект: Халил Алтиндере
- 2013 -Together, Vista Gallery. Рим , Италия
- 2013 — A La Salida L’arte rende omaggio ad Alida Valli e Giancarlo Zagni, Gabriel Zagni,Vista Gallery. Рим, Италия. Куратор: Джордио Бертоцци, Даниэле Горетти, Фердан Юсуфи
- 2013 — Mom I am Barbarian! Doruk Art Gallery. Стамбул, Турция
- 2013 — Immagina Arte In Fiera Reggio Emilia, Neo Art Gallery. Ре́джо-нель-Эми́лия, Италия
- 2014 — Artexpo (Fair). Нью — Йорк, США
- 2015 — Artexpo (Fair). Нью — Йорк, США
- 2015 — Useum Exhibition. La Dame Art Gallery. Лондон, Великобритания

## Семья
- Кулиев, Кайсын Шуваевич — отец, поэт.
- Дахкильгова Макка Магомедсултановна — мать.
- Кулиев Эльдар Кайсынович (1951—2017) — брат, кинорежиссёр, сценарист. Жил и работал в Москве.
- Кулиев, Алим Кайсынович — брат, актер театра и кино, режиссёр. Живёт и работает в Голливуде, США.
- Гуртуева Тамара Бертовна — жена